# Allende (Meksyk)
Allende – miasto w Meksyku, w stanie Coahuila.